# Michel Brown
Michel Brown (né comme Misael Browarnik Beiguel le 10 juin 1976 à Buenos Aires) est un acteur argentin.

## Biographie
Michel Brown commence sa carrière artistique en 1993 dans l'émission Jugate conmigo produite et animée par Cris Morena et joue dans de nombreuses télénovelas argentines. Pendant qu'il étude l'art dramatique avec Raúl Serrano, il participe à la série argentine Life College. Il participe aussi à l'émission Juntos por un amiguito. En 1996 il interprète Tommy dans la seconde saison de la télénovela Chiquititas. Un an plus tard, il participe à la série de télévision Las chicas de enfrente
En 1999, il se rend au Mexique pour Televisa et incarne David dans la télénovela juvénile DKDA Sueños de juventud. Il joue aussi dans de nombreuses télénovelas de TV Azteca, comme Lo que es el amor, Súbete a mi moto et Enamórate cette dernière avec Martha Higareda, Yahir et María Inés Guerra.
Il atteint le succès en 2003, lorsqu'il incarne Franco Reyes, un des protagonistes de la télénovela colombienne Pasión de gavilanes.
En 2004, il donne vie à Pablo dans la télénovela Te voy a enseñar a querer.
En 2005, il réalise un voyage en Espagne pour faire la promotion de Pasión de gavilanes avec l'acteur Juan Alfonso Baptista. Le voyage étant un succès, Michel reste plusieurs mois en Espagne et anime l'émission Estoy por ti et divers galas de la chaîne Antena 3.
En 2006, il retourne en Colombie pour jouer dans Amores de mercado, le footballer Diego aux côtés de Paola Rey. Il a prêté sa voix à un personnage du film Vecinos invasores.
Il participe à la seconde saison de la série espagnole Physique ou Chimie, en jouant Miguel Belaza, le professeur d'histoire et de théâtre.
En juillet 2008 il va à Bilbao (Espagne), pour enregistrer Pagafantas, le premier long métrage du réalisateur Borja Cobeaga. Dans ce film, il donne vie au fiancé du personnage de l'actrice argentine Sabrina Garciarena, et au rival du personnage interprété par Gorka Otxoa.
En 2010, on le retrouve en Colombie dans la telenovela El fantasma del Gran Hotel avec Ana Lucía Domínguez, et l'année suivante dans La Mariposa avec María Adelaida Puerta. En 2012, enregistre Los Rey avec Rossana Nájera. Au cinéma, il participe aux films Hora Cero, Condones.com, Contratiempo et Cásese quien pueda.
En 2014, il enregistre Amor sin reserva, avec Paulina Dávila et son épouse Margarita Muñoz.
En 2016, il a la possibilité de retourner à la chaîne américaine Telemundo avec la série La querida del Centauro.

### Vie personnelle
Le 23 février 2013, il a épousé la mannequin et actrice colombienne Margarita Muñoz (en) dans l'archipel de San Bernardo, Carthagène en Colombie.

## Filmographie
| Année     | Titre                      | Rôle                                    | Notes                                                     |
| --------- | -------------------------- | --------------------------------------- | --------------------------------------------------------- |
| 1994      | Jugate conmigo             |                                         |                                                           |
| 1994      | Life Collage               |                                         |                                                           |
| 1995–1997 | Chiquititas                | Tommy                                   |                                                           |
| 1998      | Las Chicas de Enfrente     | Facundo                                 |                                                           |
| 1999      | DKDA Sueños de juventud    | David                                   |                                                           |
| 1999      | Out of Control (en)        |                                         | Music video by W.I.Z. for a song by The Chemical Brothers |
| 2001      | Lo que es el amor          | Christian                               |                                                           |
| 2002      | Súbete A Mi Moto           | Ricardo                                 |                                                           |
| 2003      | Enamórate                  | Mariano                                 |                                                           |
| 2003      | Pasión de Gavilanes        | Franco Reyes                            |                                                           |
| 2004      | Te Voy a Enseñar a Querer  | Pablo Méndez                            |                                                           |
| 2006      | Amores de mercado          | Diego Valdéz,dit El Rayo                |                                                           |
| 2006      | Vecinos invasores          | RJ                                      | voix                                                      |
| 2007      | Madre Luna                 |                                         |                                                           |
| 2008      | Pagafantas                 |                                         | petit ami de Sabrina Garciarena                           |
| 2008      | Physique ou Chimie         | Miguel Belaza                           |                                                           |
| 2009      | El Fantasma del Gran Hotel |                                         |                                                           |
| 2012      | A Corazón Abierto          | Tomas Ballesteros                       |                                                           |
| 2012      | La Mariposa                | Manuel (Amaury) Martínez                |                                                           |
| 2018-2019 | Amar a muerte              | Jacobo Reyes/León Carvajal/Chino Valdés | telenovela                                                |
| 2022      | En un battement (Pálpito)  | Simón Duque                             | Série Netflix                                             |